# Privadas la Hacienda
Privadas la Hacienda är en ort i Mexiko.   Den ligger i kommunen Mineral de la Reforma och delstaten Hidalgo, i den sydöstra delen av landet, 90 km nordost om huvudstaden Mexico City. Privadas la Hacienda ligger 2 427 meter över havet och antalet invånare är 425.
Terrängen runt Privadas la Hacienda är kuperad åt nordost, men åt sydväst är den platt. Runt Privadas la Hacienda är det mycket tätbefolkat, med 1 135 invånare per kvadratkilometer. Närmaste större samhälle är Pachuca de Soto, 2,8 km nordväst om Privadas la Hacienda. Omgivningarna runt Privadas la Hacienda är i huvudsak ett öppet busklandskap.